# Costante di struttura fine
La costante di struttura fine, o costante di Sommerfeld, indicata con la lettera greca αe, è la costante di accoppiamento dell'interazione elettromagnetica, di cui esprime l'intensità relativamente alla carica elementare.
Fu introdotta da Arnold Sommerfeld nel 1916 come misura della deviazione relativistica delle linee spettrali del modello atomico di Bohr ed è espressa da una relazione fra costanti fisiche elaborate nell'ambito dell'elettromagnetismo. Come tutte le costanti di accoppiamento è una quantità adimensionale indipendente dal sistema di unità di misura usato.

## Formule
Nel Sistema internazionale di unità di misura (SI) la costante di struttura fine è definita come:
{\displaystyle \alpha ={\frac {e^{2}}{4\pi \varepsilon _{0}\hbar c}}={\frac {e^{2}}{2\varepsilon _{0}hc}}={\frac {ke^{2}}{\hbar c}}}
dove:
- {\displaystyle e=1{,}602\,176\,634\cdot 10^{-19}\ \mathrm {C} } è la carica elementare;
- {\displaystyle \varepsilon _{0}=8{,}854\,187\,8176204\cdot 10^{-12}\ {\frac {\mathrm {C^{2}} }{\mathrm {N\ m^{2}} }}} è la permittività elettrica del vuoto;
- {\displaystyle h=6{,}626\,070\,15\cdot 10^{-34}\ \mathrm {J\cdot s} } è la costante di Planck;
- {\displaystyle \hbar ={\frac {h}{2\pi }}=1{,}054\,571\,817\ldots \cdot 10^{-34}\ \mathrm {J\cdot s} } è la costante di Planck ridotta;
- {\displaystyle c=299\,792\,458\ \mathrm {m/s} } è la velocità della luce nel vuoto;
- {\displaystyle k={\frac {1}{4\pi \varepsilon _{0}}}=8,987\,551\,7923(13)\cdot 10^{9}\ {\frac {\mathrm {N\ m^{2}} }{\mathrm {C^{2}} }}} è la costante di Coulomb.

Nel sistema di unità di misura elettrostatico CGS, data la diversa definizione delle costanti fisiche per cui k vale 1, assume la forma:
{\displaystyle \alpha ={\frac {e^{2}}{\hbar c}}} .
La costante di struttura fine può essere anche vista come il quadrato del rapporto tra la carica elementare e la carica di Planck.
{\displaystyle \alpha =\left({\frac {e}{q_{P}}}\right)^{2}}.

## Valore
La formulazione e il valore raccomandati per αe dal CODATA 2018 sono:
{\displaystyle \alpha _{e}={\frac {e^{2}}{4\pi \varepsilon _{0}\hbar c}}={\frac {1}{137{,}035\,999\,084(21)}}}
con una deviazione standard relativa di 0,15 ppb.
Anche se il valore di α può essere dedotto dal valore delle costanti che compaiono nella sua formulazione matematica, l'elettrodinamica quantistica (QED) permette di misurare direttamente il suo valore attraverso l'effetto Hall quantistico o il momento magnetico dell'elettrone. La QED prevede una relazione tra il rapporto giromagnetico dell'elettrone, o il fattore g di Landé (g), e la costante di struttura fine α.

Il valore più preciso di α finora ottenuto sperimentalmente è basato su una nuova misura del momento magnetico dell'elettrone. Il risultato ottenuto per il reciproco di α è:
{\displaystyle \alpha ^{-1}=137,035\,999\,174(35).}
con un'incertezza di 0,25 parti per miliardo.
Nel dicembre 2022, la costante di struttura fine è stata misurata per la prima volta direttamente mediante l'effetto Hall, e non nei suoi parametri costituenti. Allo scopo, si è sfruttata la polarizzazione dei fotoni che ruotano attorno a un campo elettromagnetico di alcuni terahertz, passando attraverso un isolante  avente formula chimica  (Cr0,12 Bi0,26 Sb0,62 ) 2 Te3. La misura più precisa era pari a 1/137.035999206(11), con un'incertezza di 81 parti per trilione.

## Radice
Un valore più semplice della costante di struttura fine è la sua radice, che corrisponde al rapporto tra la carica elementare e la carica di Planck, e risulta pari a circa :{\displaystyle {\frac {1}{11,706}}}.

## Importanza
La costante di struttura fine è una costante adimensionale che ha un'importanza fondamentale nella fisica teorica. La sua esistenza viene interpretata da alcuni scienziati come un indizio dell'incompletezza del nostro attuale modo di interpretare le leggi della natura.  Una costante adimensionale infatti, proprio perché indipendente da un'unità di misura, appare in una teoria come un fattore arbitrario.
Nella storia della scienza quasi tutte le costanti adimensionali sono state a un certo punto eliminate grazie a un ampliamento delle relative teorie. Per esempio, le permittività elettriche relative dei materiali possono essere calcolate da principi primi con i modelli moderni di struttura della materia. Tuttavia non esiste, al momento (2006), una spiegazione di questo tipo, che sia coerente e verificabile, per {\displaystyle \alpha }.
( Richard Feynman, QED: The strange theory of light and matter, Princeton University Press, 1985,  p. 129.)
La costante di struttura fine ha una grande importanza nella teoria filosofico-scientifica del principio antropico; difatti questo parametro adimensionale ha una influenza fondamentale sull'universo. Se il suo valore fosse diverso anche di poco (circa il 10-20%) dal valore noto, l'universo sarebbe diverso da come lo vediamo, e le leggi fisiche non sarebbero come le conosciamo. Per esempio i rapporti tra le forze attrattive e repulsive tra le particelle elementari sarebbero diversi, con conseguenze sulla costituzione della materia e l'attività delle stelle. In un universo con {\displaystyle \alpha } differente noi stessi potremmo non esistere.
La costante di struttura fine sta sempre più acquistando visibilità in cosmologia, in quanto ha un ruolo importante nella teoria delle stringhe e del multiverso.

## Costanza del valore nel tempo
Si è discusso per molto tempo sul fatto che il valore della costante di struttura fine sia sempre rimasto costante nel corso della storia dell'universo. Una variazione di {\displaystyle \alpha } è stata proposta per spiegare alcuni problemi in cosmologia e in astrofisica, ma più in generale c'è un interesse nella possibile variazione del valore delle costanti nel tempo (non solo di {\displaystyle \alpha }) derivante dalla teoria delle stringhe e da altre proposte che intendono andare oltre il Modello Standard della fisica delle particelle.
I primi test hanno esaminato le righe spettrali di oggetti astronomici lontani e il processo di decadimento radioattivo nel reattore di fissione nucleare naturale di Oklo, nel Gabon, senza però trovare evidenza di variazioni.
Misure sul valore di α a distanze maggiori, hanno portato il gruppo diretto da J.K. Webb, dell'università del Nuovo Galles del Sud, a indicare una rilevazione di variazione del valore di {\displaystyle \alpha .}
Utilizzando le osservazioni fatte con i telescopi Keck su 128 quasar a redshift di {\displaystyle 0,5<z<3}, Webb e il suo gruppo hanno trovato che gli spettri erano in accordo con un leggero aumento della costante negli ultimi 10-12 miliardi di anni, che può essere espresso da:
{\displaystyle {\frac {\Delta \alpha }{\alpha }}\ {\stackrel {\mathrm {def} }{=}}\ {\frac {\alpha _{\mathrm {prev} }-\alpha _{\mathrm {now} }}{\alpha _{\mathrm {now} }}}=\left(-0,57\pm 0,10\right)\times 10^{-5}.}
Nel 2004 sono stati proposti vari metodi per misurare se, nel passato della storia cosmica, α abbia assunto differenti valori: data la dipendenza di questo valore dalle principali costanti fisiche, sarebbe un indizio che le leggi fisiche variano nel tempo. Fino al 2005, non sono stati trovati spostamenti significativi non imputabili a errori di misurazione.
Nel 2010, da uno studio su 153 misurazioni effettuate presso il Very Large Telescope Project dell'ESO, la costante sembra mostrare un valore diverso che nel passato, aprendo quindi ipotesi sulla non validità universale delle leggi della fisica.
Nel 2020, uno studio della luce emessa dal quasar J1120+0641 pubblicato su Science Advances ipotizza che la costante di struttura fine sia dipendente oltre che dal tempo anche dalla direzione nella quale si osserva. Se confermato verrebbe meno la proprietà isotropa dell'Universo che è una delle fondamenta del principio cosmologico e lo stesso Modello standard dovrebbe essere profondamente modificato.